# Heterospathius belokobylskiji
Heterospathius belokobylskiji är en stekelart som beskrevs av Barbalho och Penteado-dias 1999. Heterospathius belokobylskiji ingår i släktet Heterospathius och familjen bracksteklar. Inga underarter finns listade i Catalogue of Life.